# Christoph Ehrenfellner

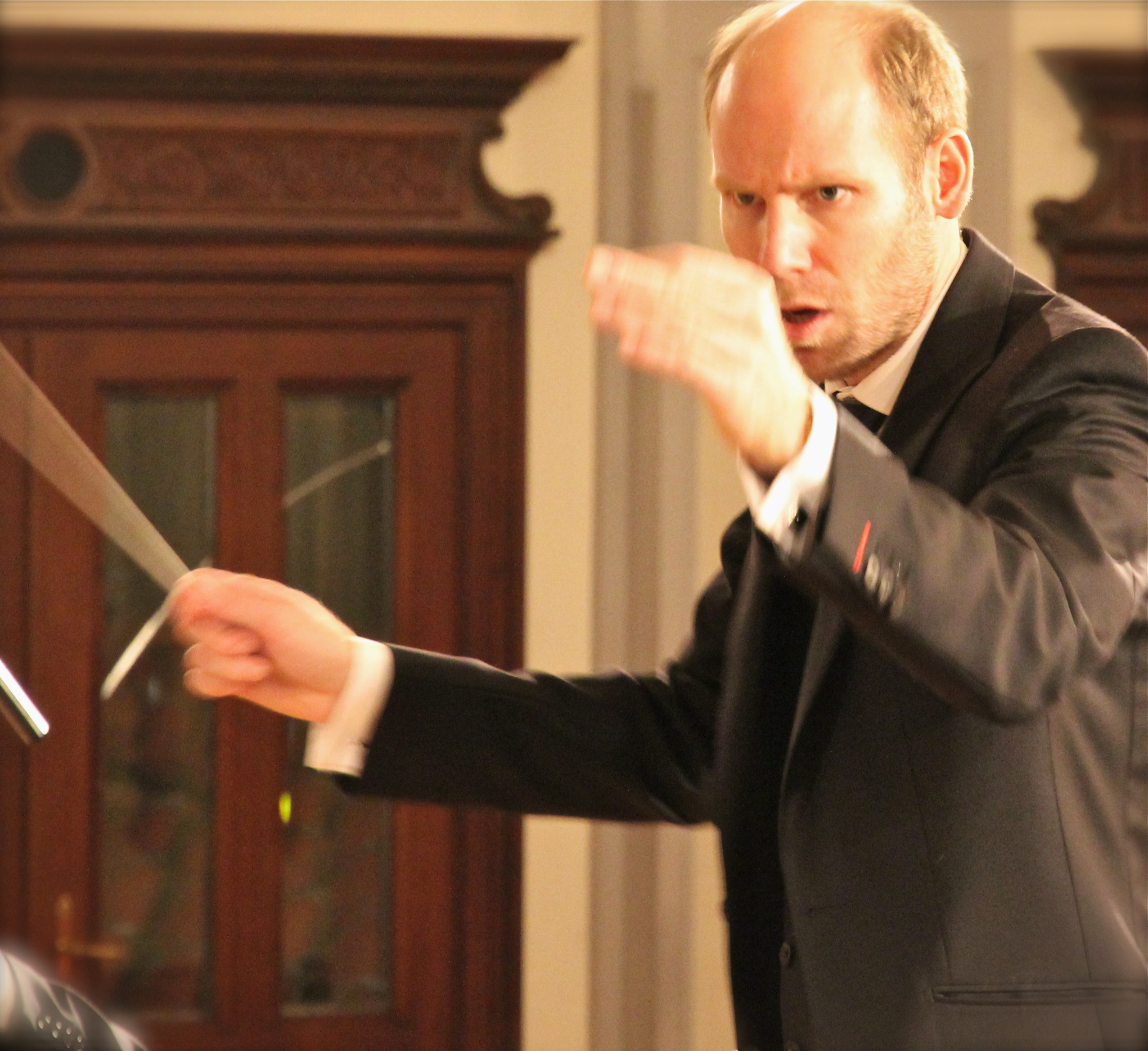
Christoph Ehrenfellner, 2011

Christoph Ehrenfellner (* 25. November 1975 in Salzburg) ist ein österreichischer Dirigent und Komponist.

## Leben

### Kindheit und Studium
Ehrenfellner wurde als zweiter von fünf Söhnen des Kunsthistorikers Karl Ehrenfellner und der Musikpädagogin Ulrike Ehrenfellner, geb.Weiss, geboren. Im Alter von fünf Jahren erhielt er ersten Geigenunterricht bei Oskar Hagen. Von 1984 bis 1990 war er Mitglied der Wiener Sängerknaben. Ab 1991 wurde er am Mozarteum bei Helmut Zehetmair (Violine) und Andreas Lebeda (Gesang) unterrichtet. Nach der Matura am Salzburger Privatgymnasium der Herz-Jesu-Missionare folgten ab 1994 Studien an der Musikhochschule Wien bei Gerhard Schulz (Violine) und Leopold Spitzer (Gesang), 2003 diplomierte er im Fach Violine mit Auszeichnung. 2007 schloss er an der Konservatorium Wien Privatuniversität sein Kammermusik-Studium beim Altenberg Trio ab, 2009 ebendort das Bachelor-Studium in Dirigieren bei Georg Mark und 2010 in Komposition bei Christian Minkowitsch.
Ehrenfellner war zu Gast beim International Musicians Seminar (IMS) in Prussia Cove (England), wo Musiker wie György Kurtág, György Sebök, Ferenc Rados prägend wirkten. Meisterkurse besuchte er zum Beispiel bei Shmuel Ashkenasi, Helena Łazarska dem Amadeus-Quartett, Borodin Quartett.

### Künstlerische Laufbahn
Während des Studiums arbeitete Ehrenfellner als Gast-Violinist, Gast-Konzertmeister und Substitut bei zum Beispiel dem Mahler Chamber Orchestra, dem Österreichischen Ensemble für Neue Musik, dem Ensemble Modern, dem Wiener Symphonikern, dem Radio-Symphonieorchester Wien, dem Tonkünstler-Orchester Niederösterreich und anderen. Als Geiger des Wiener Philharmonischen Streichtrios wurde ihm 2006 die Ehrenmitgliedschaft der Japan-Austrian Cultural Association zuerkannt. Ehrenfellner war Gründer und Leiter des Zuckmayer Ensembles Wien-Berlin und gastierte als Kammermusiker bei Festivals wie den Salzburger Festspielen, den Wiener Festwochen, Festival Allegro Vivo, Mahler Festwochen Toblach, Bartok Festival Szombately, Attergauer Kultursommer oder den Musikwochen Frutillar (Semanas Musicales) im Süden Chiles.
Als Dirigent war Ehrenfellner von 2010 bis 2013 als Studienleiter an der Opéra national de Lorraine in Nancy engagiert. Von 2011 bis 2016 war er künstlerischer Leiter der Sinfonietta Baden (heute Beethoven Philharmonie). Zudem gastierte er beim Orquesta Filarmónica de la Ciudad de México, Mozarteumorchester Salzburg, Loh-Orchester Sondershausen, Wiener Jeunesse Orchester, Thames Chamber Orchestra in London, Krasnojarsk Chamber Orchestra, Bratislava Symphoniker und leitete Produktionen Teatro Teresa Carrena in Caracas, an der Staatsoper Ruse in Bulgarien und anderen.
Ehrenfellner gründete 2009 die Wallersee Philharmonie, mit der er bis 2018 in der Region Flachgau bei Salzburg konzertierte. Schwerpunkte seines Repertoires liegen im Bereich der Wiener Klassik, Wiener Romantik und Wiener Moderne.

### Lehrtätigkeit
Als Dozent für Kammermusik und bei Jugendorchestern lehrte er beim Wiener Jeunesse Orchester, beim Orquesta Juvenil de Caracas,  an den Konservatorien in Wien und Mülhausen sowie als Leiter des Jugendorchesters Allegro Moldo beim Allegro Vivo Festival. Als Juror und Workshop-Leiter ist er seit 2010 beim SCL International Youth Music Festival Vienna tätig.

### Privates
Ehrenfellner ist verheiratet, hat drei Kinder und lebt in Klosterneuburg bei Wien, wo er seit 2011 den Salon Ehrenfellner führt und einmal monatlich Konzerte mit musikalischen Einführungen veranstaltet.

## Kompositorisches Werk
Ab 2005 wandte sich Ehrenfellner dem Komponieren zu. Nach der Premiere seiner ersten Oper Mae Mona am Wiener Max Reinhardt Seminar im Jahr 2009 folgten zahlreiche Einladungen als Composer in residence. So beim Orchestre Symphonique de Mulhouse, Seiji Ozawa Academy Genf, Festival Loisiarte, Festival Retz, Festival St.Gallen und von 2016 bis 2019 am Theater Nordhausen.
Sein Komponisten-Debüt im Goldenen Saal des Wiener Musikvereins gab Ehrenfellner 2012 mit der Strawinski-Hommage Danse des Corbeaux, die 2020 in bei ORF auf CD erschien, eingespielt vom Wiener Jeunesse Orchester unter der Leitung von Johannes Wildner.
Am Theater Nordhausen entstanden u. a. die Chor-Symphonie Luther, das Ballett Kraniche des Ibykus, die Oper Kain und Abel und das Klavierkonzert Der Wanderer. International besondere Aufmerksamkeit erregte weiters sein Werk für Violine Solo Suite des Alpes, interpretiert von Emmanuel Tjeknavorian auf seiner CD Solo, für die Tjeknavorian 2018 den Opus Klassik erhielt.
2017 wurde Ehrenfellners Kirchen-Oper Judas beim Festival Retz uraufgeführt, das Mainfranken Theater Würzburg brachte 2024 seine vierte Oper Karl und Anna nach einem Libretto von Roland Schimmelpfennig zur Uraufführung.
Interpreten von Ehrenfellners Werken sind u. a. Gidon Kremer, Leif Segerstam, Emmanuel Tjeknavorian, Erwin Ortner, Christian Altenburger, Alexandra Soumm, Christoph Sietzen, Michael Helmrath, Daniel Klajner, Enrico Pace und Sergey Malov. Partner für seine Premieren waren u. a. die Festivals Grafenegg, Styriarte, Carinthischer Sommer, Dialoge Salzburg, Allegro Vivo, Loisiarte, Festival Retz und Festival St.Gallen, sowie das Mainfranken Theater Würzburg, Theater Nordhausen, Turku Philharmonic Orchestra, NÖ Tonkünstler Orchester, Mozarteum-Orchester Salzburg, Philharmonisches Orchester Mexiko, Philharmonia Prague und Wiener Jeunesse Orchester.

## Werke (Auswahl)
- Die Kraniche des Ibykus - Ballett op.37 (UA Theater Nordhausen 2018)
- Kain und Abel - Oper op.49 (UA Theater Nordhausen 2021)
- Symphonie Nr.1 Luther op.34 (UA Loh-Orchester Sondershausen - Daniel Klajner, 2017)
- Judas - Kirchenoper op.31 (UA Festival Retz - Andreas Schüller, 2017)
- Danse des Corbeaux – Suite de Ballet op.19, Hommage an Igor Stravinskys Feuervogel (UA Wiener Jeunesse Orchester - Johannes Wildner 2012).
- Fantaisie Pathetique – Hommage à Tchaikovsky op.17 (UA OS Mulhouse 2012 - Daniel Klajner, Turku Phil. 2012 - Leif Segerstam)
- Entr'Acte - Orchesterfantasie op.15 unter den gleichnamigen Film von René Clair aus 1923 (UA La Filature Mulhouse 2011).
- Suite des Alpes op.36 - Violin-Solo zur rising-star-Tour von Emmanuel Tjeknavorian 2017/2018 in ganz Europa
- Der Wanderer - Klavier-Konzertstück op.40 (UA Liszt Biennale Sondershausen 2019)
- Quasi una Fantasia - Doppelkonzert für Violine, Cello und Streicher op.43 (UA Academia Allegro Vivo - V.Khadem-Missagh 2019)
- Kafka - Verwandlung - Kammermusik-Theater auf Kafka op.32 (UA Theater Nordhausen 2017) und als Trio-Suite op.32b (Tokyo 2019, C.Ehrenfellner, Y.Fujii und M.Honda).
- Des Teufels Drei Goldene Haare -  Kinderoper op.11 (UA Carinthischen Sommers 2010).
- Hommage à St. Petersburg - Konzert op.10 für Violine/Viola (Viola Space Festival Nobuko Imai in Tokyo 2010 und Großes Festspielhaus Salzburg 2011).
- La Ballade - Streichquartett nr.2 op.24 (UA Seiji Ozawa Academy 2013, Victoria Hall, Genf)
- Mae Mona - Kammeroper op.7 (2009) am Max Reinhardt Seminar Wien (UA Musikwerkstatt Wien und Universität Wien).
- Variations on Impossibility op. 22, Streichtrio (UA Mainfranken Theater Würzburg 2013).

## Diskographie (Auswahl)
- Suite des Alpes op.36 für Violine Solo  auf dem Album Solo von Emmanuel Tjeknavorian 'Solo' (Sony Classic)
- Quasi una Fantasia op.43 - Doppelkonzert für Violine, Cello und Streicher (Academia Allegro Vivo, Vahid Khadem-Missagh, ORF)
- Danke des Corbeaux op.19 - Suite de Ballet. Wiener Jeunesse Orchester, Johannes Wildner 2012 (ORF; 2020)
- L.v. Beethoven - Sämtliche Violinsonaten. Christoph Ehrenfellner und Masako Honda (ArtUnion Tokyo 2017–2019).
- Hans Koessler: Trio-Suite for Violin, Viola & Piano; Quintet in F major for 2 Violins, Viola, Cello & Piano; Emánuel Moór: Sonata No. 2 for Cello & Piano Op. 55 - David Frühwirth und Christoph Ehrenfellner, Violine; Geneviève Strosser, Viola; Péter Szabó, Cello; Zsuzsa Kollár, Klavier (Hungaroton Classic HCD 32331; 2005)
- Wolfgang Amadeus Mozart, Johannes Brahms: Clarinet Quintets KV 581, op. 115. Mit Yoko Fuji, Klarinette; Christoph Ehrenfellner, Violine; Herbert Müller, Viola; Adalbert Skocic, Violoncello u. a.(Art Union Japan; 2008)
- Wolfgang Amadeus Mozart, Ludwig van Beethoven: Streichtrios KV 563, op. 8. Mit Christoph Ehrenfellner, Violine; Herbert Müller, Viola; Adalbert Skocic, Violoncello (Preiser Records PR 91773; 2011)
- Wolfgang Amadeus Mozart: Divertimento KV 563. Mit Christoph Ehrenfellner, Violine; Firmian Kermer, Viola; Martin Rummel, Violoncello (paladino music pmr 0013; 2011)
- Franz Schubert, Robert Schumann: Klavierquintette Op. 114 „Forellen“, Op. 44. Mit Katsura Takinawa, Klavier; Christoph Ehrenfellner, Violine; Johannes Dickbauer, 2. Violine (ArtUnion Japan ART 3134; 2011)
- Christoph Ehrenfellner: Klaviertrio op. 12. Mit Sergey Malov, Violine; Thomas Kaufmann, Violoncello; Vito Lattarulo, Klavier (Ehrenfellner Music; 2012)
- Franz Schubert, Ludwig van Beethoven: Sinfonie Nr. 3 D 200, Sinfonie Nr. 1 op. 21 – Beethoven Philharmonie Baden, Dirigent: Christoph Ehrenfellner (Ehrenfellner Music; 2012)

## Filme
- Europe for President, von Thomas Altheimer – Musik: Christoph Ehrenfellner – Documentary, A/D 2008, Superfilm Production